# Alyssum strictum
Alyssum strictum är en korsblommig växtart som beskrevs av Carl Ludwig von Willdenow. Alyssum strictum ingår i släktet stenörter, och familjen korsblommiga växter. Inga underarter finns listade i Catalogue of Life.